# Kareem Abdul-Jabbar
Kareem Abdul-Jabbar (Harlem, Nova York, 16 d'abril del 1947), nascut amb el nom de Fredrick Ferdinand Lewis Alcindor, Jr., és un esportista estatunidenc que fou jugador de bàsquet professional i que va jugar als equips Milwaukee Bucks i Los Angeles Lakers de l'NBA des del 1969 fins al 1989. Fou el número u del draft de l'NBA del 1969.
Era conegut com a Lew Alcindor abans que canviés el seu nom a la fi del 1971, uns quants anys després de convertir-se a l'islam, al qual va arribar després de llegir una autobiografia de Malcolm X. Era el fill de Cora Lillian, una etiquetadora de grans magatzems, i Ferdinand Lewis Alcindor Sr., un policia i músic de jazz. La universitat el portaria a Los Angeles, on es quedaria gran part de la seva carrera.
És àmpliament considerat un dels jugadors de l'NBA més grans de tot el temps. Durant els seus 20 anys a l'NBA, anotà 38.387 punts - un rècord que durà fins al 8 de febrer de 2023 - a més de guanyar 6 vegades el premi a jugador més valuós de la lliga (MVP), sent el que n'ha aconseguit més. Era conegut pel seu llançament anomenat skyhook, famós per la seva dificultat de bloquejar perquè posava els seus 2 metres i 18 centímetres de cos entre la cistella i la pilota. L'èxit d'Abdul-Jabbar començà abans de la seva carrera professional, ja que a la universitat jugà en tres equips que s'endugueren el campionat, mentre que al seu equip de l'institut aconseguí guanyar 72 partits consecutius. Posteriorment va ser nomenat per la ESPN com el jugador de bàsquet universitari més gran de tot el temps.
El seu millor moment es va produir durant les finals del 1985 contra Boston Celtics, el rival històric dels Lakers. L'aleshores veteraníssim jugador, amb 38 anys, va ser superat sistemàticament pels pivots rivals durant el primer partit de les sèries, i el seu equip va perdre per 114 a 148, en el que es va conèixer com a Memorial Day Massacre. Però Abdul-Jabbar es va refer i en els següents encontres va liderar el seu equip a la victòria, que es va acabar produint a Boston al sisè partit. Va ser el primer cop que els Lakers batien els Celtics a les finals de l'NBA i el primer cop que els Celtics perdien una final al Boston Garden. A més, el número 33 dels Lakers va ser elegit MVP de les sèries: mai un jugador d'aquesta edat ho havia aconseguit, i fins al moment la gesta no s'ha tornat a repetir.
Abdul-Jabbar va deixar el bàsquet a l'edat de 42 anys com el màxim anotador i taponador de la història de l'NBA, a més de posseir el rècord de més MVP de la Temporada amb sis i ser el jugador que més All-Star Game ha disputat. Al llarg de la seva carrera es va enfrontar amb els millors centers de la competició, tant els de les generacions anteriors (Wilt Chamberlain, Nate Thurmond, Willis Reed, Walt Bellamy), com amb els de la seva (Elvin Hayes, Wes Unseld, Bob Lanier, Dave Cowens, Artis Gilmore, Dan Issel), els de la següent (Robert Parish, Moses Malone, Bill Walton, Jack Sikma) i encara algunes de més joves (Bill Lambeer, Ralph Sampson, Hakeem Olajuwon, Patrick Ewing, Mark Eaton, Brad Daugherty). La seva llista d'èxits personals i col·lectius és tal vegada la més impressionant en la història de la lliga: Rookie de l'any, campió de l'NBA en sis ocasions amb els Bucks i Lakers, dues vegades MVP de les Finals de l'NBA, 19 vegades All-Star, tres vegades màxim anotador de la lliga, i màxim anotador històric, entre molts d'altres. També té vuit rècords de playoffs i set d'All-Star.
Des de la seva retirada del bàsquet, ha dut a terme diverses tasques com a entrenador, escriptor i a vegades actor. Actualment, és entrenador assistent dels Lakers, on té com a principal tasca la formació i entrenament dels seus pivots, entre ells Robert Sacre i Roy Hibbert.
Malgrat el seu èxit en el terreny de joc, no va ser fins a l'ocàs de la seva carrera que Abdul-Jabbar es va guanyar per fi l'afecte dels afeccionats al bàsquet. Va ser un home reservat, que evitava la premsa i que de vegades semblava distant. «Soc el pitjor entre els nois dolents», va dir una vegada a la revista The Sporting News. Durant la temporada 1988-89, la seva última en actiu, Abdul-Jabbar va ser homenatjat a cada pista de la lliga, fins al darrer partit a Portland. El 2010 fou guardonat amb el premi Marca Leyenda.

## Biografia

### Primers anys
Ferdinand Lewis Alcindor Jr. va néixer a Harlem, Nova York, fill únic de Cora Lillian, verificadora de preus de grans magatzems, i Ferdinand Lewis Alcindor Sr., agent de policia de trànsit i músic de jazz. Cora va néixer a Carolina del Nord, però va arribar a Harlem com a part de la Gran Migració. Ferdinand Sr. era fill d'immigrants de Trinitat; el seu oncle era l'activista negre i pioner mèdic Dr. John Alcindor. Alcindor va créixer als projectes de Dyckman Street al barri d'Inwood de l'Upper Manhattan, on es va traslladar a l'edat de 3 anys el 1950. En néixer, Alcindor pesava  2 kg  i feia 22 cm de llarg. Sempre molt alt per a la seva edat, ja tenia 1,73 m als nou anys. Alcindor sovint estava deprimit quan era adolescent a causa de les mirades i comentaris sobre la seva alçada.Al vuitè grau (entre 13 i 14 anys), havia arribat als 2,03 m i ja podia fer una esmaixada amb una pilota de bàsquet.
Alcindor va anar a la Power Memorial Academy, una escola secundària catòlica privada, on va ser un dels pocs negres. Va liderar els equips de l'entrenador Jack Donohue a tres campionats catòlics de la ciutat de Nova York consecutius, una ratxa de 71 victòries consecutives i un rècord general de 79–2. Això li va valer el sobrenom de "La torre del poder". Els seus 2.067 punts totals van ser un rècord de secundària de la ciutat de Nova York. L'equip va guanyar el campionat nacional de bàsquet infantil de secundària quan Alcindor cursava 10è i 11è grau i va ser subcampió del seu últim any. Va tenir una relació tensa en el seu darrer any amb Donohue després que l'entrenador el va dir negre.
Alcindor va escriure per al diari Harlem Youth Action Project. El motí de Harlem de 1964, que va ser provocat pel tiroteig mortal del nen negre de 15 anys James Powell per part d'un agent de policia de Nova York, va provocar l'interès d'Alcindor per la política racial. «En aquell moment i allà, vaig saber qui era, qui havia de ser. Jo anava a ser la ràbia negra personificada, el poder negre en la carn», va dir.

### Carrera universitària

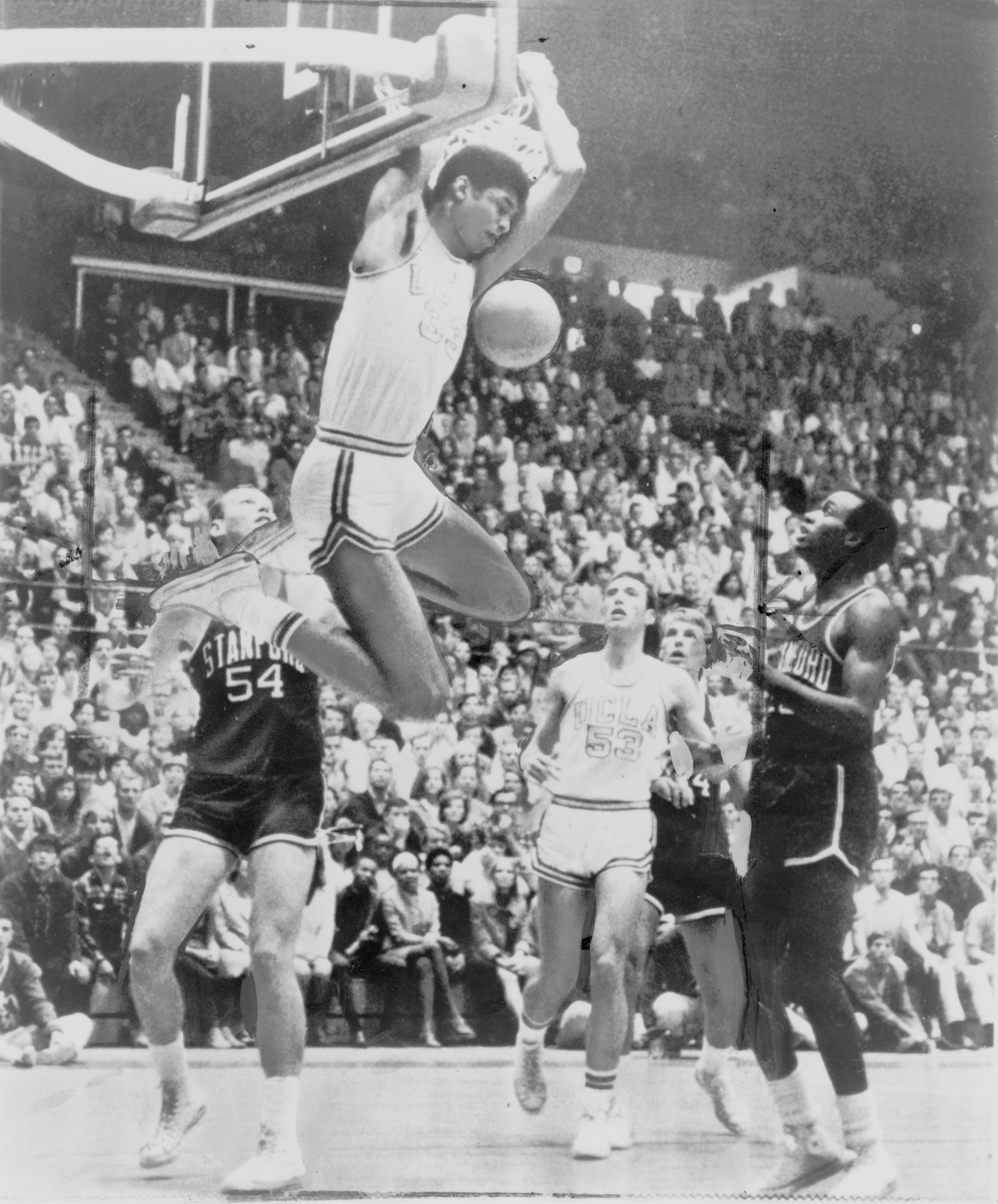
Alcindor amb la matada inversa a dues mans contra Stanford

Alcindor no va poder jugar professionalment a l’NBA fora de l'institut. En aquell moment, la lliga només acceptava jugadors a partir de l'any que hipotèticament podrien haver-se graduat a la universitat. Les seves altres opcions per jugar a bàsquet professional haurien estat unir-se als Harlem Globetrotters o jugar a l'estranger. Tanmateix, l'objectiu d'Alcindor era anar a la universitat. Reclutat per centenars d'escoles, va ser el prospecte més buscat des de Wilt Chamberlain. Els equips del sud que estaven segregats estaven disposats a trencar la línia de color per adquirir Alcindor. Va optar per anar a la Universitat de Califòrnia, Los Angeles, després de ser reclutat per l'entrenador ajudant dels Bruins Jerry Norman.
Alcindor va fer el seu debut universitari com a estudiant de segon el 1966 i va rebre cobertura nacional. Sports Illustrated el va descriure com La nova superestrella després que va anotar 56 punts en el seu primer joc, que va batre el rècord d'un sol joc de la UCLA que tenia Gail Goodrich. Va marcar 61 més tard en la temporada. Amb una mitjana de 29 punts i 15,5 rebots per partit, va portar a UCLA a un rècord invicte de 30-0 i un campionat nacional, el seu tercer títol en quatre anys i el primer de set consecutius. Després de la temporada, el mate va ser prohibit al bàsquet universitari en un intent de reduir el seu domini; els crítics la van batejar com la "Regla d'Alcindor". No es va rescindir fins a la temporada 1976–77. Alcindor va ser el principal contribuent al rècord de tres anys de l'equip de 88 victòries i només dues derrotes: una a la Universitat de Houston en la qual Alcindor va tenir una lesió a l'ull, i l'altra al rival de la USC que va jugar un joc de parada; no hi havia cap rellotge de tir en aquella època, cosa que permetia als troians aguantar la pilota tant com volguessin abans d'intentar marcar. Van limitar l'Alcindor a només quatre tirs i 10 punts.
Durant la seva carrera universitària, Alcindor va ser tres vegades jugador nacional de l'any (1967–1969), tres vegades unànime del primer equip All-American (1967–1969), va jugar en tres equips campions de bàsquet de la NCAA (1967, 1968 i 1969), va ser homenatjat com el primer i el primer jugador més destacat del torneig de la NCAA. Jugador de l'any del Naismith College el 1969. Va ser l'únic jugador que va guanyar el premi al Jugador de l'Any de la Helms Foundation tres vegades. S'havia plantejat transferir-se a Michigan a causa de les promeses de reclutament incomplertes. El jugador de la UCLA Willie Naulls va presentar a Alcindor i al seu company d'equip Lucius Allen al reforç atlètic Sam Gilbert, que va convèncer la parella de romandre a la UCLA.
Durant el seu primer any, Alcindor va patir una rascada a la còrnia esquerra el 12 de gener de 1968, en un partit contra Califòrnia (UC Berkeley) quan va ser colpejat per Tom Henderson en una batalla de rebot. Es va perdre els dos partits següents contra Stanford i Portland. La seva còrnia es tornaria a ratllar durant la seva carrera professional, cosa que posteriorment va fer que portés ulleres protectores per als ulls. El 20 de gener, els Bruins es van enfrontar als Houston Cougars de l'entrenador Guy Lewis en el primer partit de bàsquet universitari de temporada regular televisat a nivell nacional, amb 52.693 assistents a l’Astrodome. En un concurs considerat com el Joc del segle, el davanter de Cougar Elvin Hayes va anotar 39 punts i va tenir 15 rebots, mentre que Alcindor, que patia la seva lesió a l'ull, es va mantenir a només 15 punts quan Houston va guanyar 71–69, posant fi a la ratxa de 47 victòries consecutives de UCLA. Hayes i Alcindor van tenir una represa a les semifinals del torneig de la NCAA, on UCLA, amb un Alcindor saludable, va derrotar Houston per 101–69 en el camí cap al campionat nacional. UCLA va limitar Hayes, que tenia una mitjana de 37,7 punts per partit, a només deu punts. Wooden va acreditar al seu assistent Norman per idear la defensa de diamants i un que contenia Hayes. Sports Illustrated va publicar una història de portada sobre el joc i va utilitzar el titular: La venjança de Lew: La derrota de Houston. Com a sènior el 1968–69, Alcindor va liderar els Bruins al seu tercer títol nacional consecutiu.

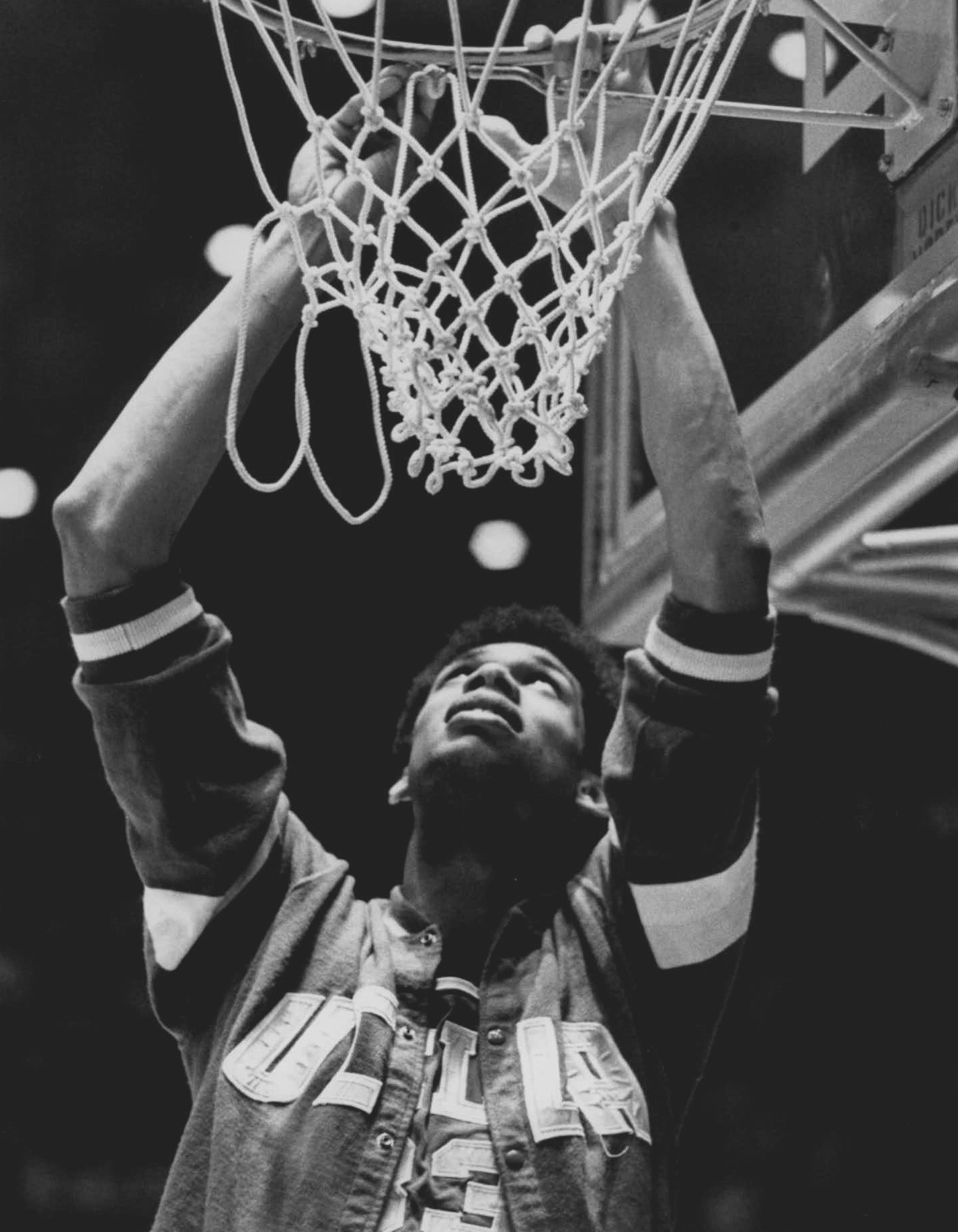
Alcindor realitza un tall de xarxa cerimonial al Freedom Hall de Louisville el 1969 després d'una victòria de 20 punts sobre Purdue i Rick Mount en un títol nacional de tercera línia sense precedents en el camí cap a set campionats nacionals consecutius per a UCLA.

Durant l'estiu de 1968, Alcindor va prendre la xahada dues vegades i es va convertir a l'islam sunnita des del catolicisme. Va adoptar el nom àrab Kareem Abdul-Jabbar, tot i que no el va començar a utilitzar públicament fins al 1971. Va boicotejar els Jocs Olímpics d'estiu de 1968, i va decidir no provar amb l’equip olímpic de bàsquet dels Estats Units, que va guanyar la medalla d'or. Alcindor protestava pel tracte desigual dels afroamericans als Estats Units, afirmant que "intentava assenyalar al món la inutilitat de guanyar la medalla d'or per a aquest país i després tornar a viure sota l'opressió".
Com que l'NBA no va permetre que els estudiants universitaris fessin una declaració primerenca d'esborrany de l'NBA, Alcindor va completar els seus estudis i va obtenir una llicenciatura en arts amb especialitat en història el 1969. En el seu temps lliure, practicava arts marcials. Va estudiar aikido a Nova York entre el segon i el primer any abans d'aprendre Jeet Kune Do amb Bruce Lee a Los Angeles.
Aleshores Alcindor va ser relegat a l'equip de primer any en el seu primer any amb els Bruins, ja que els estudiants de primer any no van poder jugar a la universitat fins al 1972. L'equip de primer any incloïa Lucius Allen, Kenny Heitz i Lynn Shackelford, que eren companys de secundària All-Americans. El 27 de novembre de 1965, Alcindor va fer la seva primera actuació pública en el partit anual d'exhibició d'estudiants de primer any d'UCLA, al qual van assisitir 12.051 aficionats en el joc inaugural al nou Pauley Pavilion dels Bruins. L’equip universitari de 1965–66 va ser el dos vegades campió nacional defensor i l'equip millor classificat a les enquestes de pretemporada. L'equip de primer any va guanyar 75–60 per darrere dels 31 punts i 21 rebots d'Alcindor. Era la primera vegada que un equip de primer any guanyava l'equip universitari de la UCLA. La universitat havia perdut a Gail Goodrich i Keith Erickson de l'equip del campionat fins a la graduació, i el base Freddie Goss estava malalt. Després del partit, UPI va escriure: «Els Bruins de la UCLA obren la defensa del seu títol nacional de bàsquet aquesta setmana, però ara mateix només són el segon millor equip del campus». L'equip de primer any va tenir 21-0 aquell any, dominant contra la universitat i altres equips de primer any, ja que Alcindor va fer una mitjana de 33 punts i 21 rebots per partit.

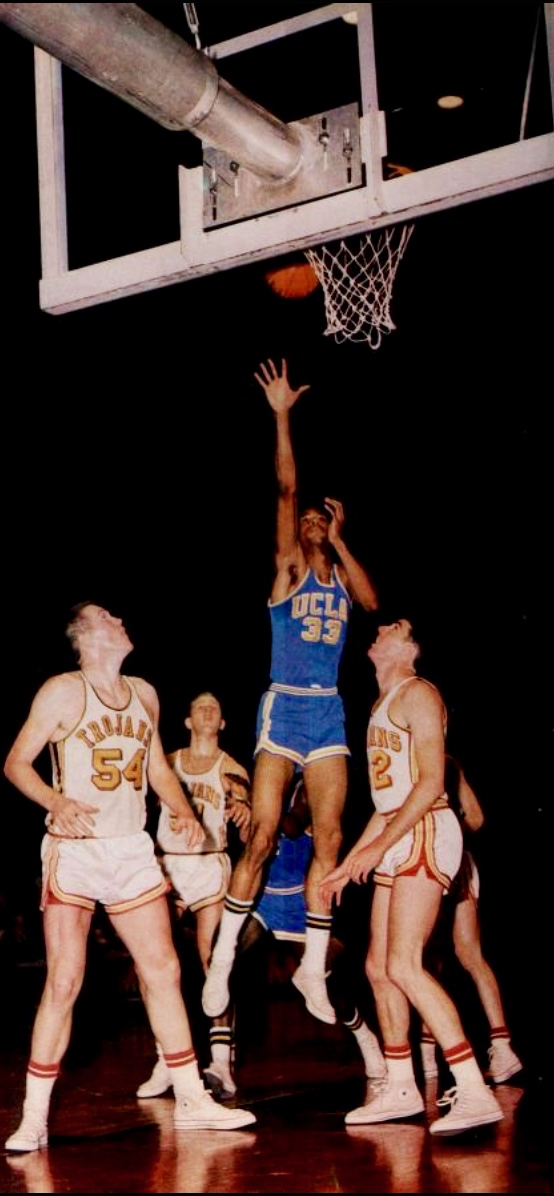
Alcindor contra la USC

## Palmarès
- 1969 Premi Naismith
- 1970 NBA Rookie of the Year Award|NBA Rookie of the Year
- 2 USBWA Jugador universitari de l'any
- 3 NCAA Basketball Tournament Most Outstanding Player|NCAA Basketball Tournament MOP
- 3 NCAA Men's Division I Basketball Championship|NCAA Champion
- 6 NBA Most Valuable Player Award|NBA MVP
- 6 Sporting News NBA MVP
- 6 NBA Finals|Campionat de l'NBA
- 2 NBA Finals Most Valuable Player Award|Finals MVP
- Fou nominat un dels 50 millors jugadors de la història de l'NBA elaborada l'any 1996.
- #33 dorsal retirat per UCLA, Milwaukee Bucks i Los Angeles Lakers
- Hall-of-fame de l'NBA

### Honors
- Medalla Presidencial de la Llibertat[51]